# Surin (Deux-Sèvres)
Pour les articles homonymes, voir Surin.
Surin est une commune du Centre-Ouest de la France, située dans le département des Deux-Sèvres en région Nouvelle-Aquitaine.

## Géographie

### Communes limitrophes
| Xaintray       | Pamplie | Cours         |
| Béceleuf       | Surin   |               |
| Faye-sur-Ardin |         | Sainte-Ouenne |

### Climat
Le climat qui caractérise la commune est qualifié, en 2010, de « climat océanique altéré », selon la typologie des climats de la France qui compte alors huit grands types de climats en métropole. En 2020, la commune ressort du même type de climat dans la classification établie par Météo-France, qui ne compte désormais, en première approche, que cinq grands types de climats en métropole. Il s’agit d’une zone de transition entre le climat océanique, le climat de montagne et le climat semi-continental. Les écarts de température entre hiver et été augmentent avec l'éloignement de la mer. La pluviométrie est plus faible qu'en bord de mer, sauf aux abords des reliefs.
Les paramètres climatiques qui ont permis d’établir la typologie de 2010 comportent six variables pour les températures et huit pour les précipitations, dont les valeurs correspondent à la normale 1971-2000. Les sept principales variables caractérisant la commune sont présentées dans l'encadré ci-après.
| Paramètres climatiques communaux sur la période 1971-2000 - Moyenne annuelle de température : 11,9 °C - Nombre de jours avec une température inférieure à −5 °C : 1,7 j - Nombre de jours avec une température supérieure à 30 °C : 5,7 j - Amplitude thermique annuelle : 14,7 °C - Cumuls annuels de précipitation : 937 mm - Nombre de jours de précipitation en janvier : 12,3 j - Nombre de jours de précipitation en juillet : 7,2 j |

Avec le changement climatique, ces variables ont évolué. Une étude réalisée en 2014 par la Direction générale de l'Énergie et du Climat complétée par des études régionales prévoit en effet que la  température moyenne devrait croître et la pluviométrie moyenne baisser, avec toutefois de fortes variations régionales. La station météorologique de Météo-France installée sur la commune et en service de 1950 à 2019 permet de connaître l'évolution des indicateurs météorologiques. Le tableau détaillé pour la période 1981-2010 est présenté ci-après.
| Mois                                  | jan.             | fév.           | mars          | avril           | mai             | juin           | jui.          | août           | sep.          | oct.            | nov.          | déc.             | année      |
| ------------------------------------- | ---------------- | -------------- | ------------- | --------------- | --------------- | -------------- | ------------- | -------------- | ------------- | --------------- | ------------- | ---------------- | ---------- |
| Température minimale moyenne (°C)     | 2                | 1,9            | 3,9           | 5,6             | 9,2             | 12,2           | 14,1          | 14             | 11,5          | 9               | 4,8           | 2,5              | 7,6        |
| Température moyenne (°C)              | 5,1              | 5,9            | 8,6           | 10,8            | 14,7            | 18             | 20,2          | 20,2           | 17,1          | 13,3            | 8,4           | 5,6              | 12,4       |
| Température maximale moyenne (°C)     | 8,3              | 9,8            | 13,4          | 16              | 20,1            | 23,9           | 26,4          | 26,3           | 22,8          | 17,7            | 12            | 8,7              | 17,2       |
| Record de froid (°C) date du record   | −15,1 16.01.1985 | −11 10.02.1986 | −9,5 01.03.05 | −3,9 11.04.1973 | −1,4 03.05.1979 | 2,8 03.06.1975 | 5,5 16.07.00  | 4,1 27.08.1969 | 3 30.09.1974  | −2,4 22.10.1974 | −8 22.11.1993 | −10,3 29.12.1996 | −15,1 1985 |
| Record de chaleur (°C) date du record | 16,5 28.01.02    | 22,8 27.02.19  | 24,5 20.03.05 | 28,5 30.04.05   | 32,3 29.05.01   | 37,5 30.06.15  | 38,3 18.07.06 | 40,9 10.08.03  | 34,2 03.09.05 | 30 01.10.11     | 23,1 01.11.15 | 18 07.12.00      | 40,9 2003  |
| Précipitations (mm)                   | 95,9             | 72,5           | 68,2          | 72,7            | 72,6            | 52,9           | 63,3          | 51,1           | 64,2          | 99,2            | 97,8          | 102,2            | 912,6      |

## Urbanisme

### Typologie
Au 1er janvier 2024, Surin est catégorisée commune rurale à habitat dispersé, selon la nouvelle grille communale de densité à sept niveaux définie par l'Insee en 2022.
Elle est située hors unité urbaine. Par ailleurs la commune fait partie de l'aire d'attraction de Niort, dont elle est une commune de la couronne,. Cette aire, qui regroupe 91 communes, est catégorisée dans les aires de 50 000 à moins de 200 000 habitants,.

### Occupation des sols
L'occupation des sols de la commune, telle qu'elle ressort de la base de données européenne d’occupation biophysique des sols Corine Land Cover (CLC), est marquée par l'importance des territoires agricoles (93,4 % en 2018), une proportion identique à celle de 1990 (93,4 %). La répartition détaillée en 2018 est la suivante : 
terres arables (58,9 %), zones agricoles hétérogènes (22,9 %), prairies (11,7 %), forêts (4,5 %), zones urbanisées (2,1 %). L'évolution de l’occupation des sols de la commune et de ses infrastructures peut être observée sur les différentes représentations cartographiques du territoire : la carte de Cassini (XVIIIe siècle), la carte d'état-major (1820-1866) et les cartes ou photos aériennes de l'IGN pour la période actuelle (1950 à aujourd'hui).

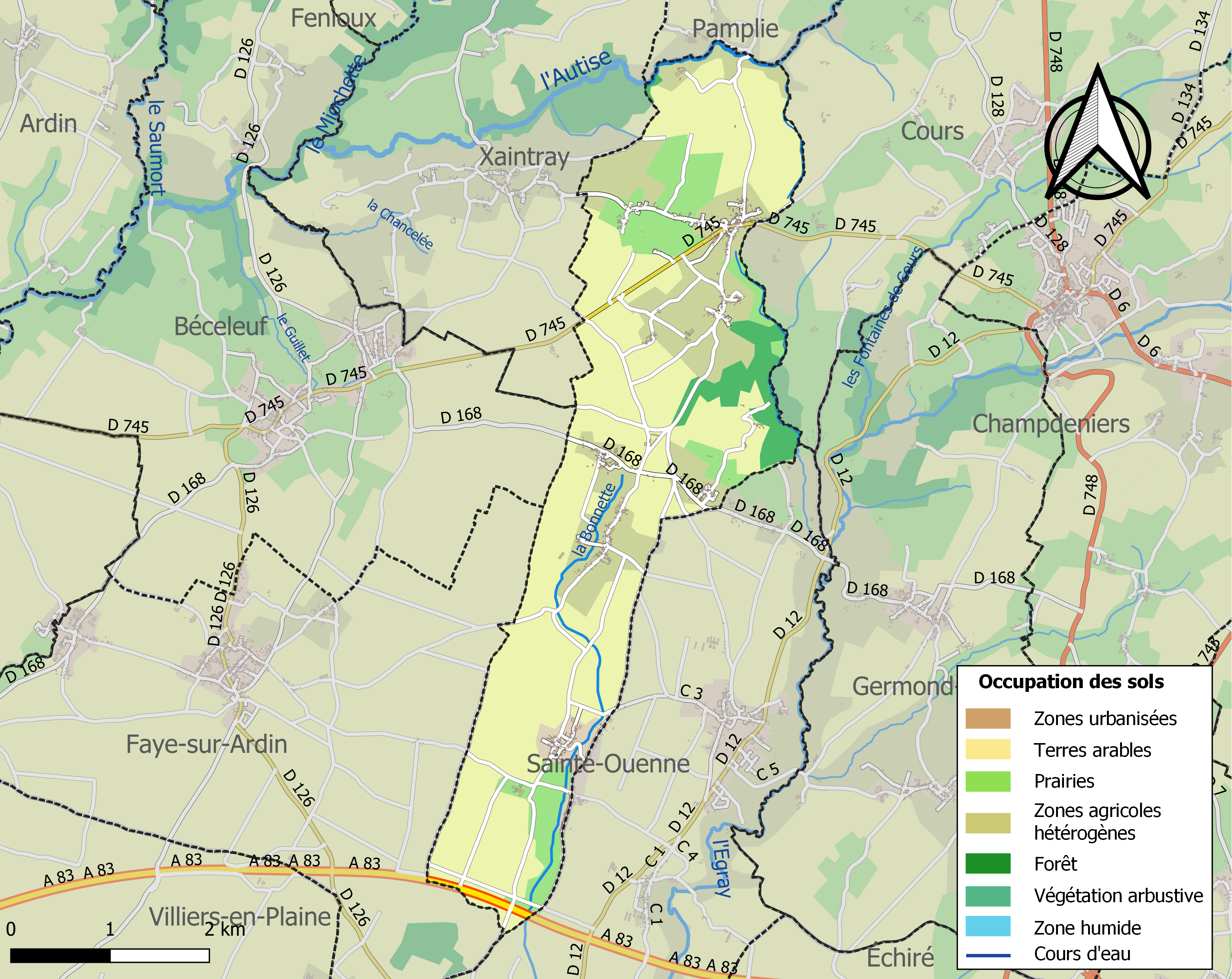
Carte des infrastructures et de l'occupation des sols de la commune en 2018 (CLC).

### Risques majeurs
Le territoire de la commune de Surin est vulnérable à différents aléas naturels : météorologiques (tempête, orage, neige, grand froid, canicule ou sécheresse), inondations, mouvements de terrains et séisme (sismicité modérée). Il est également exposé à un risque technologique,  le transport de matières dangereuses, et à un risque particulier : le risque de radon. Un site publié par le BRGM permet d'évaluer simplement et rapidement les risques d'un bien localisé soit par son adresse soit par le numéro de sa parcelle.

#### Risques naturels
Certaines parties du territoire communal sont susceptibles d’être affectées par le risque d’inondation par débordement de cours d'eau, notamment l'Autise. La commune a été reconnue en état de catastrophe naturelle au titre des dommages causés par les inondations et coulées de boue survenues en 1982, 1983, 1999 et 2010,.

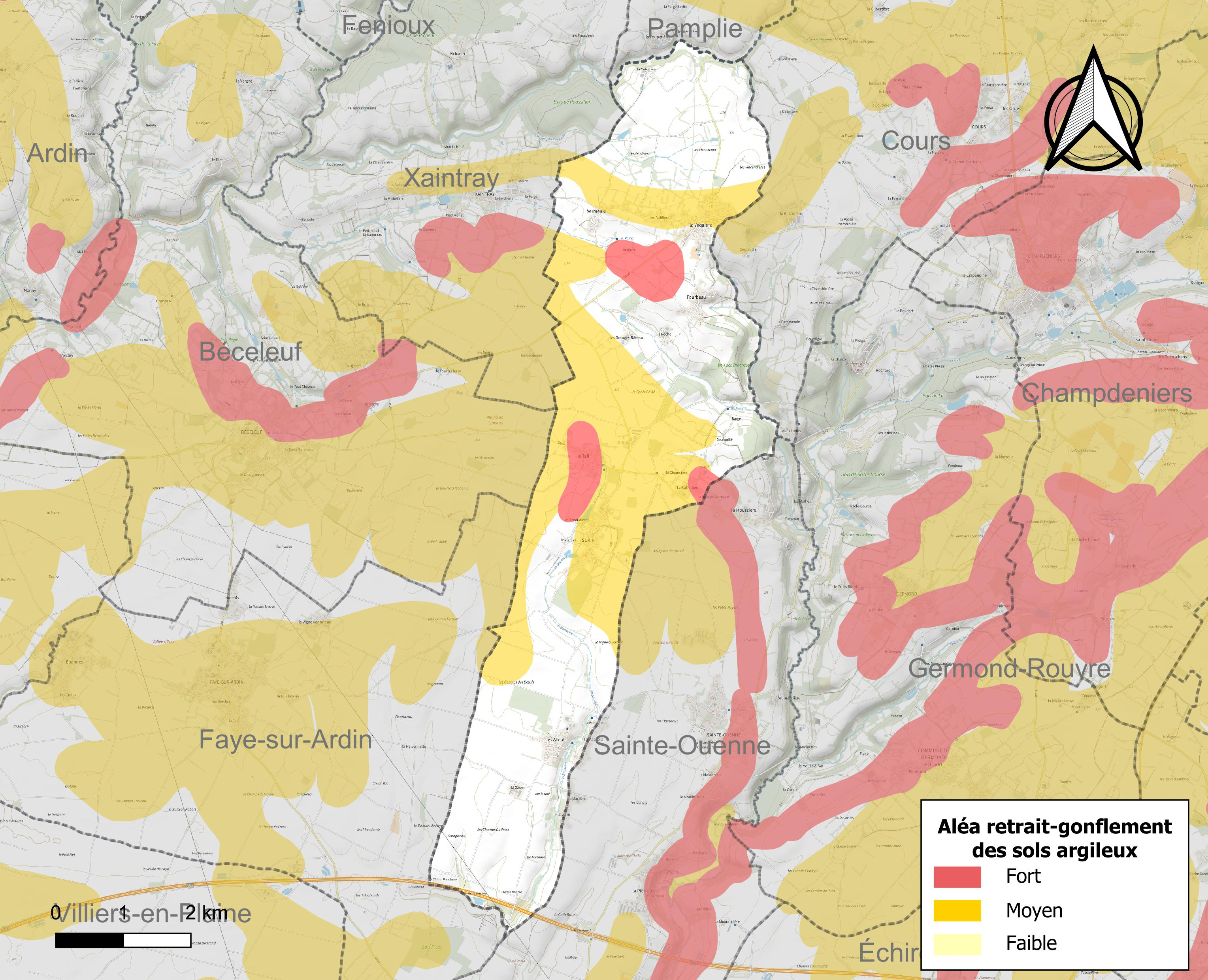
Carte des zones d'aléa retrait-gonflement des sols argileux de Surin.

Les mouvements de terrains susceptibles de se produire sur la commune sont des tassements différentiels. Le retrait-gonflement des sols argileux est susceptible d'engendrer des dommages importants aux bâtiments en cas d’alternance de périodes de sécheresse et de pluie. 37,9 % de la superficie communale est en aléa moyen ou fort (54,9 % au niveau départemental et 48,5 % au niveau national). Depuis le 1er octobre 2020, en application de la loi ELAN, différentes contraintes s'imposent aux vendeurs, maîtres d'ouvrages ou constructeurs de biens situés dans une zone classée en aléa moyen ou fort,.
La commune a été reconnue en état de catastrophe naturelle au titre des dommages causés par la sécheresse en 2017 et par des mouvements de terrain en 1999 et 2010.

#### Risque particulier
Dans plusieurs parties du territoire national, le radon, accumulé dans certains logements ou autres locaux, peut constituer une source significative d’exposition de la population aux rayonnements ionisants. Selon la classification de 2018, la commune de Surin est classée en zone 3, à savoir zone à potentiel radon significatif.

## Administration
| Période    | Période  | Identité         | Étiquette | Qualité |
| ---------- | -------- | ---------------- | --------- | ------- |
| avant 1981 | ?        | Léonce Goichon   |           |         |
| 2008       | En cours | Philippe Jeannot |           |         |

## Population et société

### Démographie
À partir du XXIe siècle, les recensements réels des communes de moins de 10 000 habitants ont lieu tous les cinq ans. Pour Surin, cela correspond à 2008, 2013, 2018, etc. Les autres dates de « recensements » (2006, 2009, etc.) sont des estimations légales.
| 1793 | 1800 | 1806 | 1821 | 1831 | 1836 | 1841 | 1846 | 1851 |
| ---- | ---- | ---- | ---- | ---- | ---- | ---- | ---- | ---- |
| 674  | 621  | 654  | 697  | 777  | 755  | 834  | 866  | 847  |

| 1856 | 1861 | 1866  | 1872  | 1876 | 1881 | 1886 | 1891  | 1896  |
| ---- | ---- | ----- | ----- | ---- | ---- | ---- | ----- | ----- |
| 843  | 998  | 1 016 | 1 014 | 988  | 995  | 985  | 1 012 | 1 005 |

| 1901 | 1906 | 1911 | 1921 | 1926 | 1931 | 1936 | 1946 | 1954 |
| ---- | ---- | ---- | ---- | ---- | ---- | ---- | ---- | ---- |
| 907  | 896  | 841  | 757  | 759  | 757  | 696  | 693  | 636  |

| 1962 | 1968 | 1975 | 1982 | 1990 | 1999 | 2006 | 2008 | 2013 |
| ---- | ---- | ---- | ---- | ---- | ---- | ---- | ---- | ---- |
| 631  | 617  | 577  | 531  | 514  | 515  | 580  | 599  | 654  |

| 2018 | 2022 | - | - | - | - | - | - | - |
| ---- | ---- | - | - | - | - | - | - | - |
| 650  | 649  | - | - | - | - | - | - | - |

## Culture locale et patrimoine

### Lieux et monuments
- L'église Saint-Hilaire dont la construction initiale date du XIIe siècle. Incendiée, elle a été en partie refaite au cours du XVIIIe siècle.

### Personnalités liées à la commune
- Patrice Coirault (1875-1959), ingénieur, né et mort à Surin, auteur de recherches en ethnomusicologie sur la chanson traditionnelle.